# Dekanat Łodygowice
Dekanat łodygowicki – jeden z 23 dekanatów katolickich wchodzących w skład diecezji bielsko-żywieckiej, w którego skład wchodzi 12 parafii.

## Parafie
- Buczkowice: Parafia Przemienienia Pańskiego
- Bystra: Parafia Najdroższej Krwi Pana Jezusa Chrystusa
- Godziszka: Parafia Matki Bożej Szkaplerznej
- Kalna: Parafia Świętego Antoniego
- Łodygowice: Parafia Świętych Apostołów Szymona i Judy Tadeusza
- Łodygowice: Parafia Świętego Stanisława
- Meszna: Parafia Niepokalanego Serca NMP
- Pietrzykowice: Parafia Najświętszego Serca Pana Jezusa
- Rybarzowice: Parafia Matki Bożej Pocieszenia
- Szczyrk: Parafia Świętego Jakuba
- Wilkowice: Parafia Świętego Michała Archanioła
- Zarzecze: Parafia Wszystkich Świętych